# Hauptstrasse 27
Die Hauptstrasse 27 ist eine Hauptstrasse im Engadin im Schweizer Kanton Graubünden. Die Hauptstrasse beginnt in Silvaplana und endet an der österreichischen Grenze bei Martina, Gemeinde Valsot. Die Gesamtlänge der Hauptstrasse beträgt 89 Kilometer. Zwischen Samedan und Celerina/Schlarigna und zwischen Zernez und Susch teilt sie die Trasse mit der Hauptstrasse 29 bzw. mit der Hauptstrasse 28.

## Geschichte

### Vorgeschichte
Die Engadiner Talstrasse folgte in früherer Zeit nicht dem Talgrund wie heute, sondern wich schwierigen Stellen im Talgrund aus. So erklärt sich, warum die einst wichtige Brücke Punt Ota an der Grenze zwischen Ober- und Unterengadin heute abseits der H27 liegt oder dass die Strasse unterhalb von Zernez bis Ende des 18. Jahrhunderts mit der so genannten Justizbrücke den Inn überquerte und an der Galgenstätte Fuorcha vorbei auf der rechten Talseite nach Susch führte. Aus dem gleichen Grund führte die Talstrasse im Unterengadin damals durch die heute hoch über der H27 liegenden Dörfer Guarda, Ftan und Sent, mit den entsprechenden Auf- und Abstiegen zu den tiefer liegenden Orten Ardez oder Scuol dazwischen.
Für den Unterhalt der einzelnen Abschnitte waren die Gemeinden zuständig, was mit einem Anspruch der Gemeinden auf das Transportmonopol einherging: Längere Transporte über mehrere Gemeinden ohne Umlad oder gar durchgehende Transporte waren eher selten, immerhin gab es einen gewissen Ferntransport an Erzen und Salz von Hall nach Chiavenna sowie eine Transit-Rückfracht an Reis. Behindert wurde der Ferntransport auch durch Binnenzölle, die bis ins 18. Jahrhundert zum Beispiel in Susch oder Scuol erhoben wurden.
Ein System öffentlicher Susten und Lagergebäude, wie in anderen Gebieten der Alpen üblich, war nicht vorhanden, wenn auch zum Beispiel das heute zerfallene Wirtshaus Chanoua (rätoromanisch für Neuhaus) oberhalb von Ardez eine Art Schaltstelle im Transportverkehr darstellte. Stattdessen wurden Güter privat, auch im Freien gelagert.
Die alte Strasse war zwar mit Fahrzeugen befahrbar, jedoch für einspännige Wagen leichter als für grössere Fuhrwerke. Häufig geschah der Transport mit dem Schlitten, auch deswegen, weil im Winter mehr Arbeitskräfte für Transportanliegen verfügbar waren als in den anderen Jahreszeiten.

### Heutige Linienführung
1864–1865 entstand die Engadiner Strasse von Silvaplana bis Martinsbruck. Dieser Strassenbau steht im Kontext mit dem Bau der modernen Flüelapassstrasse (1866–67) und dem Bau der ersten Fahrstrasse über den Ofenpass (1871–72), zwei Abschnitten der heutigen Hauptstrasse 28.
Die Hauptstrasse 27 umfährt seit den 1980er-Jahren die Orte Celerina, Samedan, Bever, Madulain, Zuoz und S-chanf im Oberengadin.

### Felssturz vom 23. Dezember 2019
Am 23. Dezember 2019 blockierten durch einen Felssturz rund 500 Kubikmeter Festgestein die Engadinerstrasse zwischen Ardez und Scuol. In der Folge musste der betroffene Streckenabschnitt für fast drei Wochen gesperrt werden.